# Schwedeneck

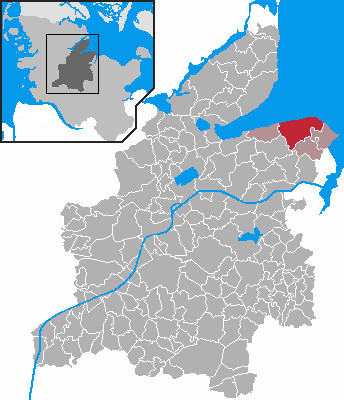
Situation de la commune dans l'arrondissement.

Schwedeneck (danois: Svenskerhjørnet, fidèle: Coin de la Suède) est une commune allemande du Land Schleswig-Holstein  située dans l'arrondissement Rendsburg-Eckernförde en périphérie de Kiel et sur la péninsule Dänischer Wohld.

## Quartiers
- Birkenmoor
- Dänisch-Nienhof
- Elisendorf
- Grönwohld
- Jellenbek
- Krusendorf
- Sprenge
- Stohl
- Surendorf

## Personnalité
Schwedeneck est la ville natale de George Eyser (1870-1919), gymnaste américain, triple champion olympique malgré l'amputation d'une jambe.